# Nunatak Moltke
Nunatak Moltke är en nunatak i Antarktis. Den ligger i Östantarktis. Argentina och Storbritannien gör anspråk på området. Toppen på Nunatak Moltke är 422 meter över havet.
Terrängen runt Nunatak Moltke är huvudsakligen lite kuperad. Trakten är obefolkad. Det finns inga samhällen i närheten.